# Juan de Dios Ramírez Perales
Juan de Dios Ramírez Perales (Mexikóváros, 1969. március 8. – ) mexikói válogatott labdarúgó. 

## Pályafutása

### Klubcsapatban
Mexikóvárosban született. Pályafutását 1988-ban kezdte a Pumas UNAM csapatában, ahol hat évet töltött és egy alkalommal (1991) nyerte meg a mexikói bajnokságot. 1994-ben a Monterrey, 1995-ben a Toros Neza együtteséhez szerződött. 1996 és 2000 között az Atlante labdarúgója volt. 2000 és 2001 között a CD Guadalajarát, 2001-ben a Pumas UNAM-ot erősítette. 2001 és 2002 között az Irapuátóban játszott. 2002-ben az Veracruz színeiben fejezte be a pályafutását. 

### A válogatottban
1991 és 1995 között 49 alkalommal szerepelt az mexikói válogatottban. Részt vett az 1994-es világbajnokságon, illetve az 1993-as és az 1995-ös Copa Américán, valamint tagja volt az 1993-as CONCACAF-aranykupán aranyérmet szerző csapatnak is. 

## Sikerei, díjai
Pumas UNAM
- CONCACAF-bajnokok kupája győztes (1): 1989
- Mexikói bajnok (1): 1990–91
- Copa Interamericana döntős (1): 1989

Mexikó
- CONCACAF-aranykupa győztes (1): 1993
- Copa América ezüstérmes (1): 1993